# Kapelle (Alling)

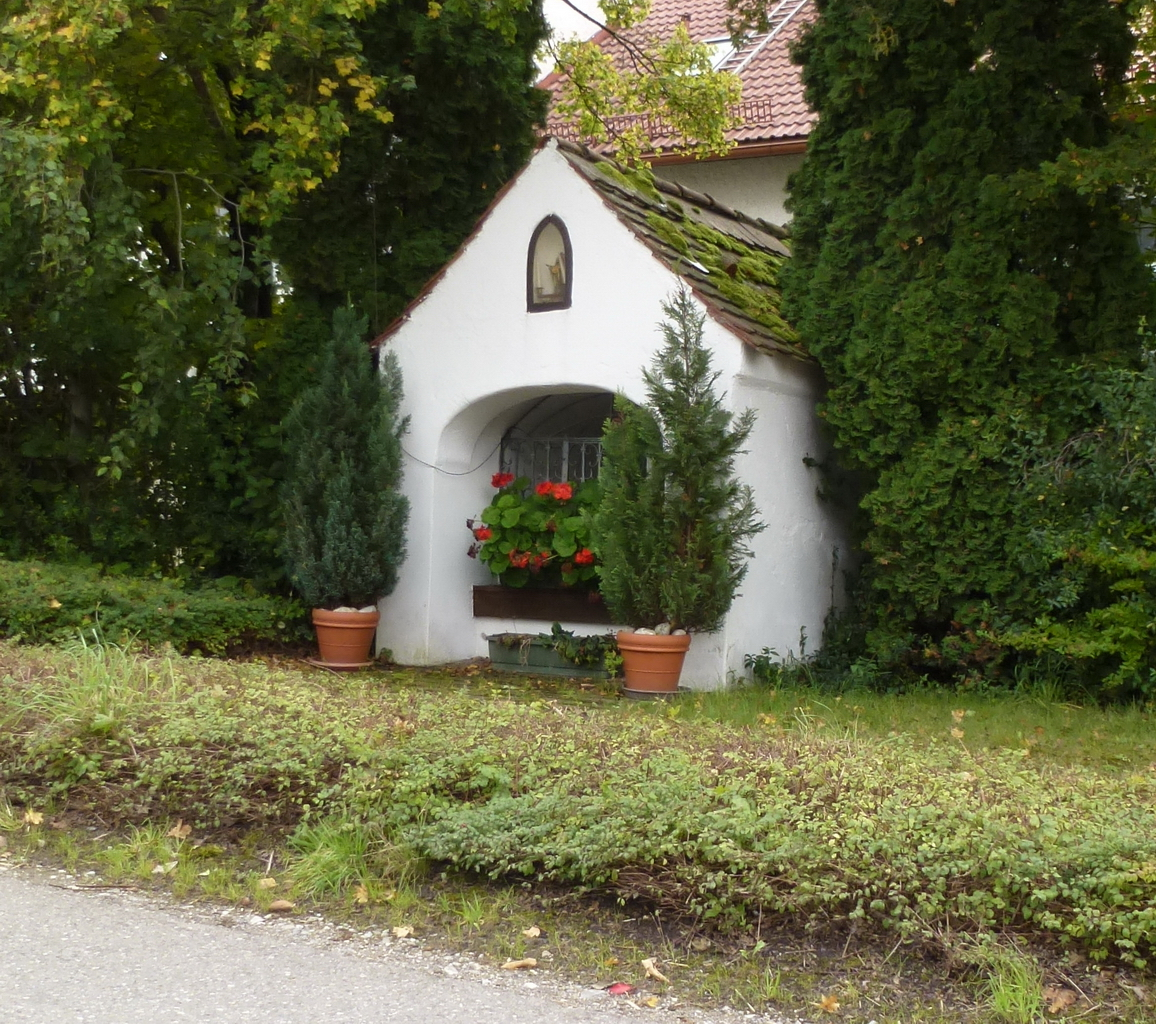
Kapelle in Alling

Die katholische Kapelle in Alling, einer Gemeinde im Südosten des oberbayerischen Landkreises Fürstenfeldbruck, wurde wohl in der zweiten Hälfte des 18. Jahrhunderts errichtet. Die Kapelle an der Parsbergstraße in Richtung Holzkirchen ist ein geschütztes Baudenkmal. 
Die verputzte Nischenkapelle, die heute von modernen Wohnbauten umgebenen wird, stand früher auf freiem Feld. Im Innern steht eine Skulptur der Muttergottes mit Kind.